# Algoritmo de Dijkstra

El algoritmo de Dijkstra, también llamado algoritmo de caminos mínimos, es un algoritmo para la determinación del camino más corto, dado un vértice origen, hacia el resto de los vértices en un grafo que tiene pesos en cada arista. Su nombre alude a Edsger Dijkstra, científico de la computación de los Países Bajos que lo concibió en 1956 y lo publicó por primera vez en 1959.
La idea subyacente en este algoritmo consiste en ir explorando todos los caminos más cortos que parten del vértice origen y que llevan a todos los demás vértices; cuando se obtiene el camino más corto desde el vértice origen hasta el resto de los vértices que componen el grafo, el algoritmo se detiene. Se trata de una especialización de la búsqueda de costo uniforme y, como tal, no funciona en grafos con aristas de coste negativo (al elegir siempre el nodo con distancia menor, pueden quedar excluidos de la búsqueda nodos que en próximas iteraciones bajarían el costo general del camino al pasar por una arista con costo negativo).

## Algoritmo
Teniendo un grafo dirigido ponderado de {\displaystyle N} nodos no aislados, sea {\displaystyle x} el nodo inicial. Un vector {\displaystyle D} de tamaño {\displaystyle N} guardará al final del algoritmo las distancias desde {\displaystyle x} hasta el resto de los nodos.
1. Inicializar todas las distancias en {\displaystyle D} con un valor infinito relativo, ya que son desconocidas al principio, exceptuando la de {\displaystyle x}, que se debe colocar en {\displaystyle 0}, debido a que la distancia de {\displaystyle x} a {\displaystyle x} sería {\displaystyle 0}.
2. Sea {\displaystyle a=x} (Se toma {\displaystyle a} como nodo actual).
3. Se recorren todos los nodos adyacentes de a, excepto los nodos marcados. Se les llamará nodos no marcados vi.
4. Para el nodo actual, se calcula la distancia tentativa desde dicho nodo hasta sus vecinos con la siguiente fórmula: dt(vi) = Da + d(a,vi). Es decir, la distancia tentativa del nodo ‘vi’ es la distancia que actualmente tiene el nodo en el vector D más la distancia desde dicho nodo ‘a’ (el actual) hasta el nodo vi. Si la distancia tentativa es menor que la distancia almacenada en el vector, entonces se actualiza el vector con esta distancia tentativa. Es decir, si dt(vi) < Dvi → Dvi = dt(vi)
5. Se marca como completo el nodo a.
6. Se toma como próximo nodo actual el de menor valor en D (puede hacerse almacenando los valores en una cola de prioridad) y se regresa al paso 3, mientras existan nodos no marcados.

Una vez terminado al algoritmo, {\displaystyle D} estará completamente lleno.

## Complejidad
Orden de complejidad del algoritmo:
O(|V|²+|A|) = O(|V|²), sin utilizar cola de prioridad, :O((|A|+|V|) log |V|) = O(|A| log |V|) utilizando cola de prioridad (por ejemplo, un montículo binario o un árbol binario balanceado). Por otro lado, si se utiliza un montículo de Fibonacci, sería O(|V| log |V|+|A|).
La complejidad computacional del algoritmo de Dijkstra se puede calcular contando las operaciones realizadas:
- El algoritmo consiste en  n-1 iteraciones, como máximo. En cada iteración, se añade un vértice al conjunto distinguido.
- En cada iteración, se identifica el vértice con la menor etiqueta entre los que no están en Sk. El número de estas operaciones está acotado por n-1.
- Además, se realizan una suma y una comparación para actualizar la etiqueta de cada uno de los vértices que no están en Sk.

Luego, en cada iteración se realizan a lo sumo 2(n-1) operaciones.
Entonces:
Teorema:
El algoritmo de lpz realiza O(n²) operaciones (sumas y comparaciones) para determinar la longitud del camino más corto entre dos vértices de un grafo ponderado simple, conexo y no dirigido con n vértices.
En general: 
Tiempo de ejecución = O(|A|.𝑻_𝒅𝒌+|v|.𝑻_𝒅𝒎)
|A|: Número de aristas
𝑻_𝒅𝒌: Complejidad de disminuir clave
|V|: Número de vértices
𝑻_𝒅𝒎: Complejidad de extraer mínimo

## Pseudocódigo
Estructura de datos auxiliar: Q = Estructura de datos cola de prioridad (se puede implementar con un montículo)
```
   
DIJKSTRA
 (Grafo 
G
, nodo_fuente 
s
)       
       
para
 
u
 ∈ 
V[G]
 
hacer

           distancia[
u
] = INFINITO
           padre[
u
] = NULL
           visto[
u
] = 
false

       distancia[
s
] = 0
       adicionar (cola, (s, distancia[
s
]))
       
mientras que
 cola no es vacía 
hacer

           
u
 = extraer_mínimo(cola)
           visto[
u
] = 
true

           
para
 todos 
v
 ∈ adyacencia[
u
] 
hacer

               
si
 ¬ visto[
v
]      
                   
si
 distancia[
v
] > distancia[
u
] + peso (
u
, 
v
) 
hacer

                       distancia[
v
] = distancia[
u
] + peso (
u
, 
v
)
                       padre[
v
] = 
u

                       adicionar(cola,(
v
, distancia[
v
]))
```

## Otra versión en pseudocódigo sin cola de prioridad
```
función
 
Dijkstra
 (Grafo 
G
, nodo_salida 
s
)
  //Usaremos un vector para guardar las distancias del nodo salida al resto
  entero distancia[n] 
  //Inicializamos el vector con distancias iniciales
  booleano visto[n] 
  //vector de boleanos para controlar los vértices de los que ya tenemos la distancia mínima
  
para cada
 w ∈ V[G] 
hacer

     
Si
 (no existe arista entre s y w) 
entonces

         distancia[w] = Infinito //puedes marcar la casilla con un -1 por ejemplo
     
Si_no

         distancia[w] = peso (s, w)
     
fin si
 
  
fin para

  distancia[s] = 0
  visto[s] = cierto
  //n es el número de vértices que tiene el Grafo
  
mientras que
 (no_estén_vistos_todos) 
hacer
 
     vértice = tomar_el_mínimo_del_vector distancia y que no esté visto;
     visto[vértice] = cierto;
     
para cada
 w ∈ sucesores (G, vértice) 
hacer

         
si
 distancia[w]>distancia[vértice]+peso (vértice, w) 
entonces

            distancia[w] = distancia[vértice]+peso (vértice, w)
         
fin si

     
fin para
 
  
fin mientras

fin función
.
```

Al final, tenemos en el vector distancia en cada posición la distancia mínima del vértice salida a otro vértice cualquiera.

## Formulación del algoritmo Dijkstra
Para llevar a cabo la formulación de un modelo de red con el algoritmo Dijkstra es necesario saber de  los nodos de inicio, de final y de transbordo de la red, posteriormente se analizan las etiquetas que se presentan en los arcos de la red, para así poder determinar la función objetivo del problema a formular.
En el siguiente ejemplo se presenta la formulación del modelo de Red de "Ejecución del algoritmo de Dijkstra"
Se formulan las variables de decisión denominadas Xij, que son variables binarias y determinan la activación del arco que conecta el nodo i con j. 
En la red que "Ejecución del algoritmo de Dijkstra" las variables de decisión del problema son: X12,X13,X16,X23,X24,X36,X34,X65,X45.
Posteriormente se plantea la función objetivo que consiste en tomar la ruta que genere el menor valor de etiquetas de toda la red a través de arcos que conectan los nodos.
Función Objetivo= Minimizar 7*X12+9*X13+ 14*X16+10*X23+15*X24+2*X36+11*X34+9X65+6X45
Restricciones del problema. Para llevar a cabo el desarrollo de las restricciones del problema es necesario conocer el nodo de inicio, que en el caso de la red es el nodo 1, el nodo final que es el nodo 5 y los nodos de transbordo que son 2,3,4 y 6. Una vez identificados los nodos de la red se plantean las restricciones del problema 
Restricciones del nodo inicial y final: También denominadas restricciones de oferta y demanda en algunos modelos de formulación. Estas restricciones le indican al modelo que solo debe tomar un arco  que sale del nodo inicial y un arco que llega al nodo final, esto con el objetivo de garantizar que se cumplan las condiciones del algoritmo Dijkstra.
En el caso de la formulación del modelo las restricciones  del nodo inicial y final son:
Nodo Inicial:  X12 +X 13 +X16 = 1
Nodo Final: X65 + X45 = 1 .
Restricciones de nodos transbordo: Estas restricciones también denominadas restricciones de balance, tienen el objetivo de garantizar que todo el flujo  que entra en el nodo de transbordo de igual manera debe salir, Estas restricciones se deben generar por cada uno de los nodos de transbordo de la red, en el caso del ejemplo, las restricciones de transbordo son:
Nodo 2: X12= X23 +X24
Nodo 3: X13+X23= X36+X34
Nodo 4 :X24+X34= X45
Nodo 6 :X16+X36 =X65
Restricciones de no negatividad: Con estas restricciones se garantiza que las variables del modelo no van a tomar valores negativos haciendo que el modelo de infectable.
Una vez planteadas todas las restricciones del modelo que garantice que se va a cumplir el algoritmo de Dijkstra en la red, se procede a resolver el modelo mediante algún software que permita  obtener la solución óptima de dicho modelo.